# Volodîmîrivka (Zelenohirske), Bârzula
Volodîmîrivka (în ucraineană Володимирівка) este un sat în comuna Zelenohirske din raionul Bârzula, regiunea Odesa, Ucraina.

## Demografie
Componența lingvistică a localității Volodîmîrivka
     Ucraineană (90,51%)
     Română (9,49%)
Conform recensământului din 2001, majoritatea populației localității Volodîmîrivka era vorbitoare de ucraineană (90,51%), existând în minoritate și vorbitori de română (9,49%).